# Bernard Bigot
Bernard Bigot (24. ledna 1950 – 14. května 2022) byl francouzský akademik a fyzik. Byl ředitelem École normale supérieure de Lyon, předsedal francouzské komisi pro jadernou energii a v letech 2015–2022 byl ředitelem fúzního projektu ITER.

## Život a kariéra
Vystudoval prestižní École normale supérieure de Saint–Cloud, kterou úspěšně dokončil v roce 1969. Získal titul Agrégé ve fyzice a na Univerzitě Pierre a Marie Curiových získal doktorát z chemie a fyziky.
Hrál klíčovou roli při založení École normale supérieure de Lyon v roce 1987, v letech 1998–200 zde vedl výzkum a v letech 2000–2002 byl jejím ředitelem.

### ITER
Bigot se s fúzním projektem ITER setkal už během předsedání francouzské radě pro jadernou energii (Commissariat à l'énergie atomique et aux énergies alternatives, CEA) mezi lety 2008–2015, kdy v rámci této funkce koordinoval francouzskou účast v projektu. Ředitelem ITERu se stal v březnu 2015, v době, kdy projekt provázely komplikace, a projekt úspěšně vedl následujících 7 let až do své smrti.